# Боревич, Зенон Иванович
Зено́н Ива́нович Боре́вич (7 ноября 1922, село Суслы (ныне Новоград-Волынский район, Житомирская область, Украина) — 26 февраля 1995, Санкт-Петербург) — советский и российский математик, доктор физико-математических наук, профессор, специалист по алгебре и теории чисел. Декан математико-механического факультета ЛГУ (1973—1984), заведующий кафедрой высшей алгебры и теории чисел (1968—1992).

## Научная деятельность
Кандидатская диссертация — «К теории локальных полей» (1951); докторская диссертация — «О мультипликативных группах нормальных {\displaystyle p}-расширений локального поля» (1967).
Автор более 100 работ, в том числе учебника «Определители и матрицы» и широко известной монографии «Теория чисел» (совместно с Игорем Шафаревичем), выдержавшей три переиздания и переведённой на несколько иностранных языков.

## Семья
Сын З. И. Боревича, Альберт (1947 г.р.), также стал математиком, в разные годы преподавал в Политехе и Лицее ФТШ при СПбАУ.